# Návrat divokých koní 2015
Návrat divokých koní 2015 je označení pro pátý ročník projektu Návrat divokých koní, v rámci něhož v červenci 2015 uskutečnila Zoo Praha v pořadí pátý český transport koní Převalského do Mongolska. Oproti předchozím třem transportům se nic zásadního nezměnilo. Do zvláště chráněného území Gobi B byly z evropských chovů převezeny čtyři klisny. 
V zimě 2009/2010 postihly toto území kruté mrazy a sněhové bouře, po nichž se tamní populace koní Převalského snížila na třetinu. Genetické i početní obohacení dosavadní populace, stejně jako popularizace tématu jsou hlavními cíli tohoto dlouhodobého in-situ projektu organizovaného Zoo Praha. I díky českým transportům se stav koní na konci roku 2015 vyšplhal na 132 kusů, tedy na počet srovnatelný s tím před zmíněnou krutou zimou.

## Výběr koní
Na základě spolupráce s vedením evropského záchovného programu (EEP) byli vybráni koně, kteří by mohli a měli být vhodní pro převoz do Mongolska. Někteří byli k dispozici již od předchozího roku, když se nedostali do výsledné sestavy transportu. Do Česka bylo nově nejprve dovezeno pět klisen z pěti zařízení v Dánsku, Německu a Francii (od listopadu 2014 do ledna 2015). Další dvě německé klisny následovaly v dubnu 2015. V závislosti na kompletnosti veterinárních vyšetření v místě původu koní byli vyloženi buď přímo v Chovné a aklimatizační stanici Zoo Praha v Dolním Dobřejově (ve dvou případech), nebo šli do popříjezdové izolace v samostatném výběhu v Zoo Praha (v pěti případech). Po ukončení izolace mohli být převezeni i tito koně. Poprvé od prvního českého transportu v roce 2011 byla k dispozici samice přímo ze Zoo Praha. 
Po zvážení všech pro a proti byla pro transport a repatriaci vybrána následující zvířata:
- Querida (klisna, narozena 10. 8. 2012, Zoo Praha, Česko)
- Kírá (klisna, narozena 6. 8. 2008, NP Hortobágy, Maďarsko)
- Rabea (klisna, narozena 14. 9. 2009, Zoo Leipzig, Německo)
- Paradise (klisna, narozena 25. 5. 2009, Parc Zoologique de Paris, Francie)[2]

Čtveřice se z závěru vybírala z pětice klisen: dispozici byla také samice Primula (narozena 2. 8. 2011, Zoo Praha, Česko).

## Přípravy a realizace transportu
Realizace by nebyla možná bez dlouhodobého několikatýdenního pobytu pracovníka Zoo Praha v Mongolsku a taktéž bez úzké spolupráce s českým zastupitelským úřadem stejně jako s mongolskými kolegy z partnerské organizace ITG. Vlastnímu transportu tradičně těsně před akcí předcházely i kontroly přímo v Mongolsku. Ty byly stejně jako transport poznamenány zhoršenými klimatickými podmínkami. Silné dešťové srážky totiž způsobily bleskové záplavy. Rozvodnila se i říčka Bij, která strhla ploty aklimatizačních ohrad a na několik dní odřízla areál od nejbližší vesnice. Krátce byla zaplavena i přistávací plocha v Bulganu, kde se následně udržela slabá vrstva naplaveného bahna.
Stejně jako v předchozích letech (Návrat divokých koní 2011, 2012, 2013, 2014) byl použit armádní letoun CASA C-295M. Letouny CASA jsou schopné přistát na nezpevněné ploše letiště v Bulganu. Využití techniky Armády ČR zároveň zaručilo finanční udržitelnost akce. Dalším tradičním mezníkem pro možnost realizace bylo získání povolení pro přistání na zmíněném letišti. To má totiž statut domácího letiště, a tak možnost jeho využití pro účely transportu schvaluje přímo mongolská vláda. Tak jako při dřívějších transportech se toto povolení podařilo získat.
Finančně byla akce zajištěna díky prostředkům z dlouhodobého projektu Zoo Praha ve spolupráci s pražským magistrátem „Dvě koruny ze vstupu“ – více viz Zoo Praha. Přispělo také Ministerstvo životního prostředí ČR a majitelé koní, kteří byli poskytnuti pro transport (zoo v německém Lipsku, rakouský Wildpark Grünau i mnichovský Tierpark Hellabrunn).

## Průběh vlastního transportu
Transport probíhal od 4. července 2015. Od počátku budilo obavy počasí nejen v Mongolsku, ale i v Česku. První den brzy ráno začal v Dolním Dobřejově oddělením vybraných klisen a jejich nakládáním do přepravních beden. Jelikož teploty stoupaly již v dopoledních hodinách přes 30 stupňů Celsia, byla snaha naložení koní zvládnout co nejdříve. Podařilo se to již před devátou hodinou. Cesta na letiště proběhla bez potíží, a to i díky využití chladicích ventilátorů. Bedny byly nestandardně překládány v hangáru, kde panovaly přece jen nižší teploty než venku. Aby bylo prostředí před hangárem i kolem letadla ochlazeno, byly plochy skrápěny z hasičských cisteren. Letoun s koňmi na palubě odstartoval z Prahy-Kbel podle plánu krátce po 14. hodině. 
Teplota na palubě byla udržována na co nejnižší úrovni. Postupně byla snižována až na 8 stupňů Celsia. Na stav koní to mělo velmi příznivý vliv. Na letiště v Bulganu letoun přistál v 15:45 místního času (10:45 pražského času). Již v 17:08 vyrazil konvoj směr Tachin Tal. Nebylo však možno jet tradičními cestami, neboť silné deště z předchozích dní znemožnily průjezd částí z nich. Místo 16km úseku tak bylo nutné absolvovat cestu dlouhou 100 km. Po deváté hodině večerní sjel konvoj z hlavní silnice a po dalších třech hodinách jízdy po prašných cestách dorazil k aklimatizačním ohradám (v 1:05 místního času – pozn.: po cestě se překonává hranice mezi časovými pásmy). Deště zvýšily hladiny řek, což mělo neblahé výsledky i na stav vlastních ohrad. Proto byli koně vypuštěni do menší ohrady o ploše 1,7 ha. Celý transport také z těchto důvodů trval déle než v předchozích letech.

## Od transportu po současnost
Po opravě plotů byli koně vpuštěni do velké ohrady o ploše 75 hektarů. 10. září 2015 se klisny Kírá a Querida dostaly mimo jejich výběh a připojily se k harému hřebce Mogoie, v němž byly i klisny z transportu z roku 2013 – Lotusz, Spange a Barca). K Rabee a Paradise připojili místní strážci dva mladé hřebečky, kteří se zatoulali od rodičovských stád (roční Nachin připojen na počátku září a toho roku narozený Tsuut začátkem října). V lednu pak stádo doplnil tříletý samec Soyomba. Na jaře se ke skupině připojily ještě další tři mladé klisny. Do volnosti byli všichni vypuštěni 20. června 2016.